# Thaims
Thaims ist eine westfranzösische Gemeinde mit 387 Einwohnern (Stand 1. Januar 2022) im Département Charente-Maritime in der Region Nouvelle-Aquitaine.

## Lage
Thaims liegt in der alten Kulturlandschaft der Saintonge etwa 20 Kilometer (Fahrtstrecke) südwestlich von Saintes bzw. etwa 24 Kilometer nordwestlich von Pons. Der Hauptort des Gemeindeverbands, Gémozac, befindet sich knapp 14 Kilometer südöstlich.

## Bevölkerungsentwicklung
| Jahr      | 1968 | 1975 | 1982 | 1990 | 1999 | 2006 | 2018 |
| Einwohner | 311  | 256  | 229  | 232  | 239  | 312  | 386  |

Im 19. Jahrhundert lag die Zahl der Einwohner beständig um die 400; danach sorgte die Reblauskrise im Weinbau und die Mechanisierung der Landwirtschaft für einen stetigen Rückgang. Aufgrund der relativen Nähe zu den Städten Saintes und Pons und der vergleichsweise günstigen Miet- und Grundstückspreise ist die Bevölkerungszahl von Thaims in den letzten Jahren wieder leicht angestiegen.

## Wirtschaft
Landwirtschaft und Weinbau bestimmen seit Jahrhunderten das Wirtschaftsleben des Ortes, der daneben auch als Handels-, Handwerks- und Dienstleistungszentrum für die kleinen Dörfer und Einzelgehöfte im Umland fungierte. Die Böden der Gemeinde gehören zum Anbaugebiet der Fins Bois des Weinbaugebietes Cognac, doch wird auf vielen Ackerflächen auch Getreide (Weizen, Mais) angebaut. Seit den 1980er Jahren ist der Tourismus (Vermietung von Ferienwohnungen) als Einnahmequelle hinzugekommen.

## Geschichte
Wie der Fund der Hypokausten eines gallorömischen Landgutes (villa rustica)  beweist, ist die Gegend bereits seit langem besiedelt. Im Mittelalter lag der Ort an einer Nebenstrecke des Jacobswegs. Der Ort wurde wohl schon im ausgehenden 11. Jahrhundert mit einer romanischen Kirche ausgestattet; ob diese im Hundertjährigen Krieg (1337–1453) in Mitleidenschaft gezogen wurde, ist nicht überliefert.

## Sehenswürdigkeiten

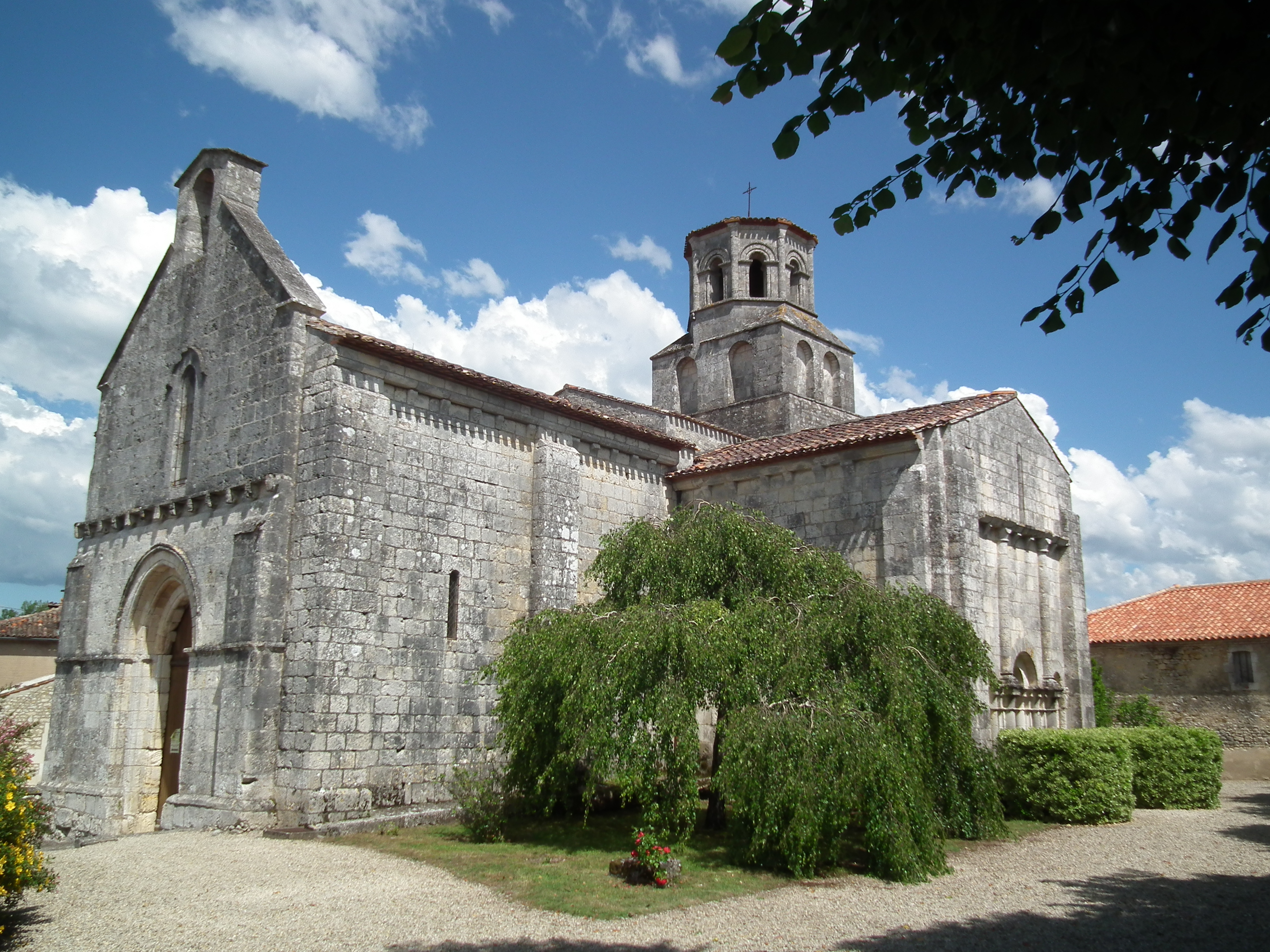
Kirche Saint-Pierre-ès-Liens

Die Pfarrkirche Saint-Pierre ist ein Bau des ausgehenden 11. Jahrhunderts, an dem noch bis ins 13. Jahrhundert hinein Veränderungen vorgenommen wurden. Bei Ausgrabungsarbeiten hat man im Bereich unter der Vierung Hypokausten entdeckt, so dass davon ausgegangen werden muss, dass der Kirchenbau auf den Ruinen eines gallorömischen Landgutes (villa rustica) erbaut wurde. Im Vergleich zu den Kirchen der Nachbargemeinden ist die Westfassade äußerst einfach gehalten, so dass eine frühe Bauzeit im späten 11. Jahrhundert angenommen wird. Lediglich das reich gegliederte oktogonale Glockengeschoss des Vierungsturmes sowie der Chorbereich mit seiner halbrund geschlossenen Apsis weisen – auch mit ihrer im Vergleich zum unteren Bereich des Vierungsturms handwerklich perfekten Steinbearbeitung – auf eine spätere Bauzeit hin. Das einschiffige Innere ist mit einer Spitztonne gewölbt; die Vierung verfügt dagegen über ein Rippengewölbe. Der Kirchenbau ist seit 1916 als Monument historique anerkannt.

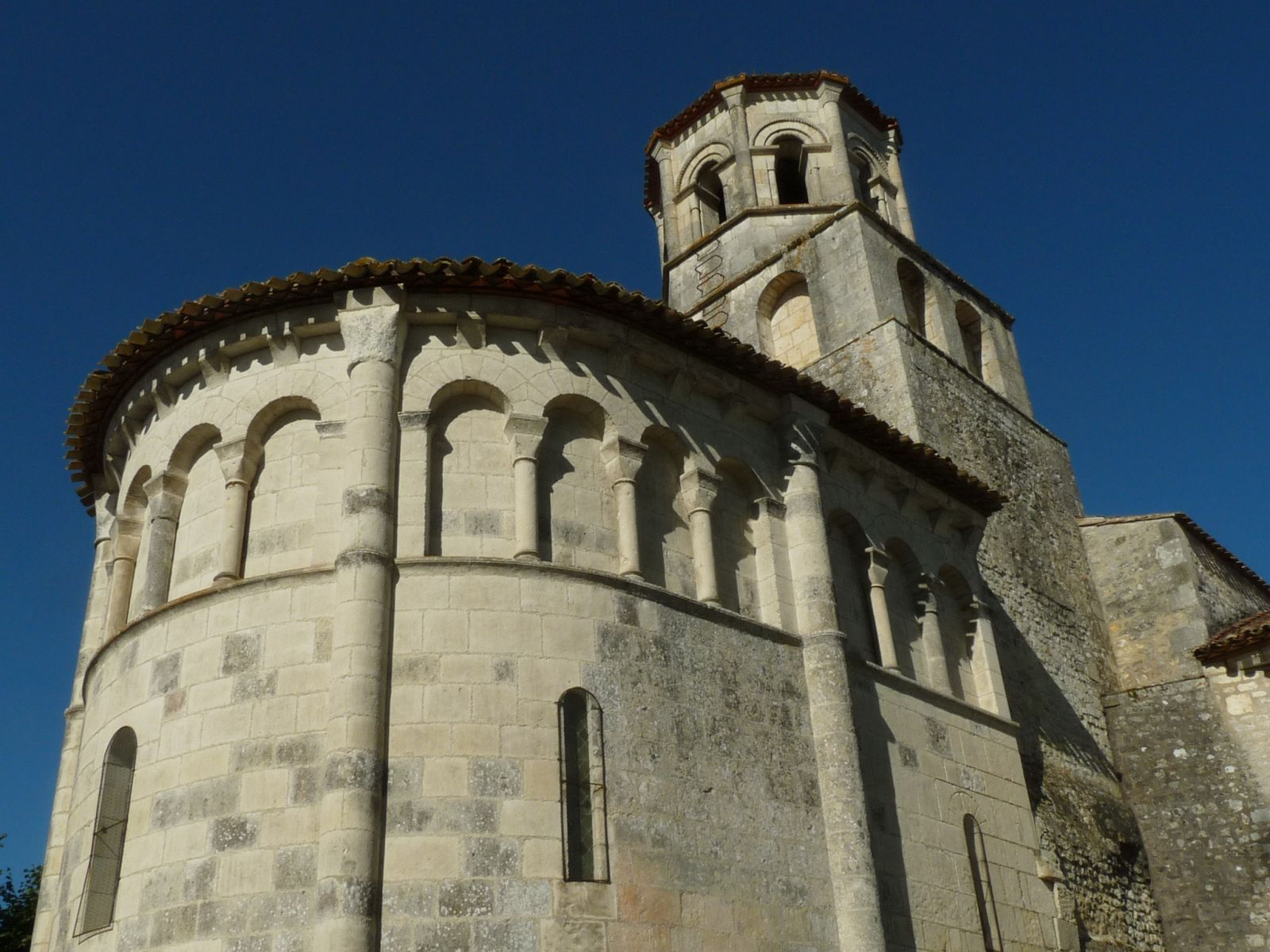
Apsis
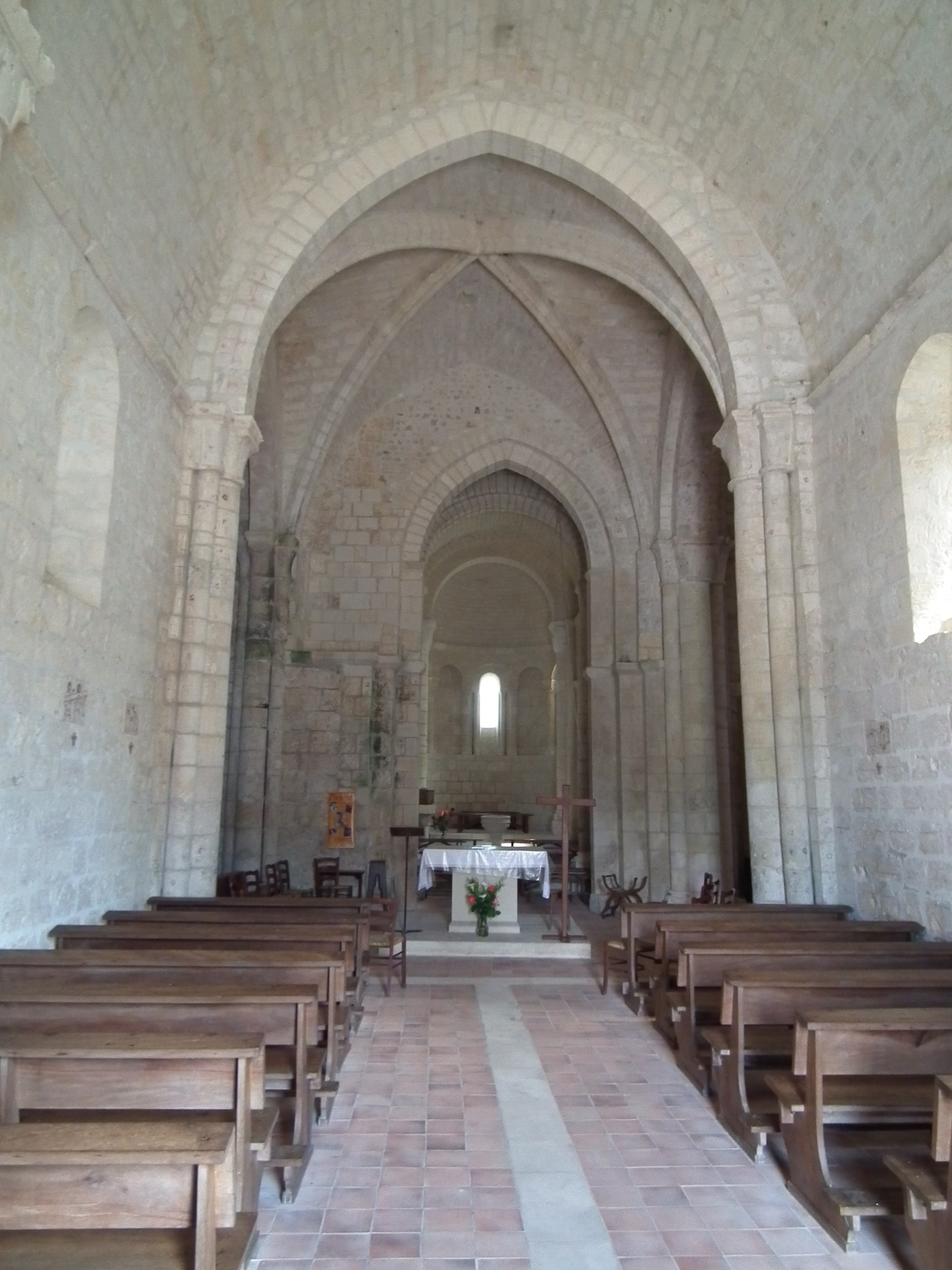
Kirchenschiff
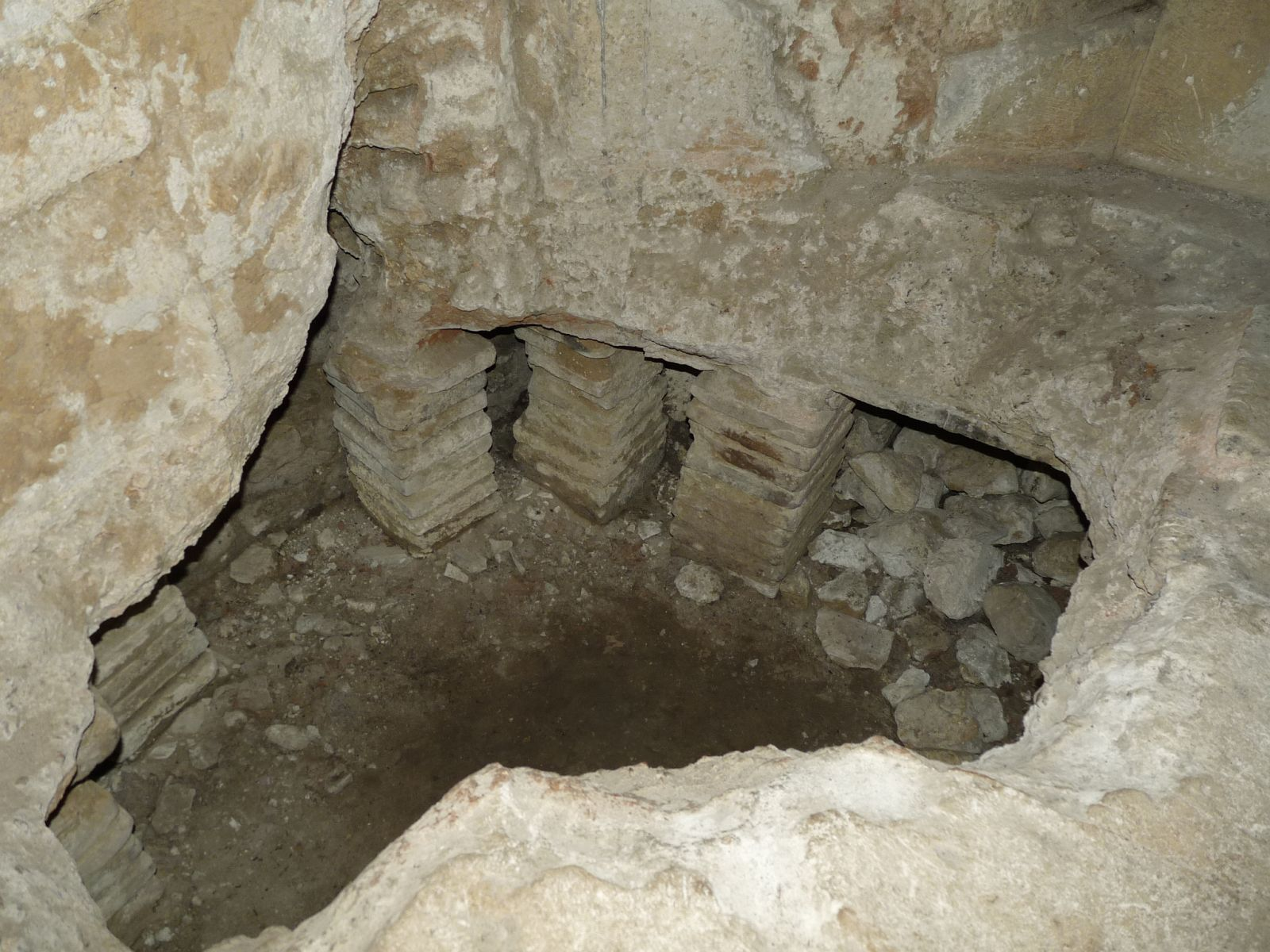
Hypokausten